# 中田乙一
中田 乙一（なかた おとかず、1910年（明治43年）8月29日 - 1999年（平成11年）12月28日）は、日本の実業家。元三菱地所社長。

## 経歴
北海道小樽市出身。庁立小樽商業学校を経て、1932年に小樽高等商業学校（現小樽商科大学）卒業。
大蔵省勤務を経て、1939年三菱地所に転じる。総務部長・取締役・常務・副社長などを経て、1969年に社長に就任。在任中は、数多くのニュータウン事業を手がけた他、横浜市の「みなとみらい21」構想を策定するなど、宅地開発・都市再開発事業を積極に推し進め、それまで東京・丸の内の貸ビル事業が主体であった同社を、総合デベロッパーとして発展させる基を築いた。1980年会長、1986年取締役相談役。サンシャインシティ会長、新宿西戸山開発社長などもつとめた。
1974年藍綬褒章、1981年勲二等旭日重光章。墓所は多磨霊園。